# Masza Kondratenko
Masza Kondratenko (ukr. Маша Кондратенко), właśc. Marija Ihoriwna Kondratenko (ukr. Марія Ігорівна Кондратенко; ur. 5 grudnia 1999 w Szostce) – ukraińska piosenkarka i aktorka.

## Kariera
W 2012 była uczestniczką ukraińskiego The Voice Kids. 15 kwietnia 2013 zwyciężyła konkurs wokalny Voice-Master organizowany w Kijowie.  Szerszą rozpoznawalność przyniosła jej rola w ukraińskim serialu Szkoła, emitowanego na kanale 1+1 w którym wcielała się w rolę Soni. W 2020 wzięła udział w ukraińskiej odsłonie programu The Voice, ale odpadła przed finałem.
8 listopada 2024 wydała debiutancki album studyjny Znajszła swij szczodennyk. 20 grudnia 2024 z utworem „No Time to Cry” zakwalifikowała się do finału ukraińskich preselekcji Widbir 2025, wyłaniających reprezentanta Ukrainy w 69. Konkursie Piosenki Eurowizji. 8 lutego 2025 w finale preselekcji zajęła 3. miejsce.

## Dyskografia

### Albumy
| Rok  | Dane dot. minialbumu |
| ---- | --- |
| 2024 | Znajszła swij szczodennyk - Wydany: 8 listopada 2024 - Wytwórnia: Geisha Ninja Samurai - Format: Digital download, streaming |

### Single
| Rok                                                      | Tytuł                             | Najwyższa pozycja na liście | Album                     |
| Rok                                                      | Tytuł                             | UKR Air.                    | Album                     |
| -------------------------------------------------------- | --------------------------------- | --------------------------- | ------------------------- |
| 2022                                                     | „Dawaj poprobujem”                | –                           | –                         |
| 2022                                                     | „Czekaju na tebe”                 | –                           | –                         |
| 2022                                                     | „Wańka-wstańka”                   | 1                           | –                         |
| 2022                                                     | „Lubow sylnisza” (z Enleo)        | –                           | –                         |
| 2022                                                     | „Wedmedi-bałałajky”               | 19                          | –                         |
| 2023                                                     | „Ne chody”                        | –                           | –                         |
| 2023                                                     | „Stabilno parszywo”               | –                           | Znajszła swij szczodennyk |
| 2023                                                     | „Luli-luli”                       | 6                           | –                         |
| 2023                                                     | „Na hori”                         | –                           | –                         |
| 2023                                                     | „Wohnyk-wohnyk”                   | –                           | –                         |
| 2024                                                     | „Chto ce taka”                    | –                           | –                         |
| 2024                                                     | „Un deux trois”                   | –                           | –                         |
| 2024                                                     | „Bili noczi”                      | –                           | –                         |
| 2024                                                     | „Jide dach” (z Kławdija Petriwna) | 5                           | –                         |
| 2024                                                     | „Dym”                             | –                           | Znajszła swij szczodennyk |
| 2024                                                     | „Diwczynka”                       | –                           | Znajszła swij szczodennyk |
| 2025                                                     | „No Time to Cry”                  | –                           | Znajszła swij szczodennyk |
| „–” oznacza, że singel nie był notowany na danej liście. |                                   |                             |                           |